# Lino Ribeiro
Lino José Baptista Rodrigues Ribeiro (Baião, 6 de Abril de 1957) é um magistrado português, actual Juiz Conselheiro do Tribunal Constitucional.

## Carreira
Lino Ribeiro é Licenciado em Direito (1981) pela Faculdade de Direito da Universidade de Coimbra.
Ingressou na magistratura judicial em 1984. Exerceu funções de Juiz de Direito nos Tribunais Judiciais de Vila Nova de Cerveira (1984-1985), Lousada (1985-1987), Beja (1987-1988), 3.º Juízo do Tribunal de Trabalho do Porto (1988-1989) e no Círculo Judicial de Vila Nova de Gaia (1989).
Em 2002 foi nomeado Juiz-Desembargador do Tribunal da Relação de Guimarães.
Na Jurisdição Administrativa exerceu funções, a partir de 1989, como Juiz do Tribunal Administrativo de Círculo do Porto.
Em 1998 foi nomeado Juiz-Desembargador do Tribunal Central Administrativo Sul, exercendo funções na Secção do Contencioso Administrativo. Transferido, a seu pedido, para o Tribunal Central Administrativo Norte, aí exerceu funções na Secção do Contencioso Administrativo (2004), sendo eleito Vice-Presidente (2004) e Presidente do Tribunal (2005-2010).
Em 2010 foi nomeado Juiz-Conselheiro do Supremo Tribunal Administrativo, exercendo funções na Secção do Contencioso Tributário (2010-2013) e na Secção do Contencioso Administrativo (2013).

## Tribunal Constitucional
Em 11 de Junho de 2013 Lino Ribeiro foi cooptado Juiz Conselheiro do Tribunal Constitucional pelos dez Juízes eleitos pela Assembleia da República.
Em 20 de Junho de 2013, no Palácio de Belém, foi-lhe conferida pelo Presidente da República Aníbal Cavaco Silva a posse como Juiz Conselheiro do Tribunal Constitucional para um mandato de 9 anos.